# Haenkea zischkai
Haenkea zischkai là một loài bọ cánh cứng trong họ Cerambycidae.